# 리그 오브 레전드 챔피언십 시리즈

리그 오브 레전드 챔피언십 시리즈(영어: League of Legends Championship Series, LCS)는 라이엇 게임즈가 주최하는 리그 오브 레전드 북아메리카 지역 e스포츠 대회이다. 10개의 팀이 참가하여 리그전 방식으로 각 팀마다 18경기를 치르고, 플레이오프 방식을 통해 최종 순위를 결정한다. 1년에 스프링 시즌과 서머 시즌으로 나누어지며 스프링 시즌 1위팀은 MSI 진출권이 주어지며 서머 시즌 상위 3팀이 리그 오브 레전드 월드 챔피언십에 진출한다.

## 대회 시스템
대회 시스템은 2022년 기준
- 리그 포맷
  - 10개 팀이 참가한다.
  - 1년 단위 두 시즌으로 진행한다.
  - 락 인(Lock In) - 스프링 시즌 - 서머 시즌

- 락 인
  - 정규 시즌 성적에는 반영하지 않은 프리 시즌 격인 대회이다.
  - 직전 시즌 우승 팀과 준우승 팀이 나머지 8팀 중 각각 4팀씩 선택한다.
  - 경기 방식
    - 그룹 스테이지: 싱글 라운드 로빈 방식으로 각 조 5위만 탈락하고 각 조 상위 4팀은 결승 토너먼트에 진출한다.
    - 결승 토너먼트: 8강은 3전 2선승제, 준결승과 결승은 5전 3선승제로 치른다.

  - 우승 팀은 정규 시즌에서 순위 결정전이 발생할 경우 진영 선택권을 가지는 어드벤티지를 준다.

- 정규 시즌
  - 각 상대 팀을 두 번 씩 만나는 더블 라운드-로빈 방식으로 경기를 치른다.
  - 스프링 시즌에는 6팀, 서머 시즌에는 8팀이 플레이오프에 진출한다.

- 국제 대회 관련
  - 스프링 시즌 우승팀은 미드 시즌 인비테이셔널에 참가하게 된다.
  - 서머 시즌 3팀은 리그 오브 레전드 월드 챔피언십에 참가하게 된다.

## 참가 팀
| #  | 팀명                | 비고 |
| -- | ------------------- | ---- |
| 1  | 100 씨브즈          |      |
| 2  | 팀 리퀴드           |      |
| 3  | 클라우드 9          |      |
| 4  | 팀 솔로미드         |      |
| 5  | 이블 지니어스       |      |
| 6  | 임모탈스            |      |
| 6  | 디그니타스 퀀텀페이 |      |
| 8  | 골든 가디언스       |      |
| 9  | 플라이퀘스트        |      |
| 10 | 카운터 로직 게이밍  |      |

## 역대 대회

### 2013~2020 시즌, 현재
| 시즌                                           | 스프링 시즌        | 스프링 시즌                  | 스프링 시즌 | 서머 시즌          | 서머 시즌                    | 서머 시즌 |
| 시즌                                           | 우승 팀            | MVP                          | 포지션      | 우승 팀            | MVP                          | 포지션    |
| ---------------------------------------------- | ------------------ | ---------------------------- | ----------- | ------------------ | ---------------------------- | --------- |
| 2013                                           | 팀 솔로미드        | (없음)                       | (없음)      | 클라우드 9         | (없음)                       | (없음)    |
| 2014                                           | 클라우드 9         | 쇠렌 비에르그 (TSM Bjergsen) | Mid         | 팀 솔로미드        | 유 시안 (LMQ XiaoWeiXiao)    | Mid       |
| 2015                                           | 팀 솔로미드        | 쇠렌 비에르그 (TSM Bjergsen) | Mid         | 카운터 로직 게이밍 | 이윤재 (TiP Rush)            | Jungle    |
| 2016                                           | 카운터 로직 게이밍 | 김의진 (IMT Reignover)       | Jungle      | 팀 솔로미드        | 쇠렌 비에르그 (TSM Bjergsen) | Mid       |
| 2017                                           | 팀 솔로미드        | 노동현 (P1 Arrow)            | AD          | 팀 솔로미드        | 쇠렌 비에르그 (TSM Bjergsen) | Mid       |
| 2018                                           | 팀 리퀴드          | 재커리 블랙 (100 aphromoo)   | Support     | 팀 리퀴드          | 피터 펭 (TL Doublelift)      | AD        |
| 2019                                           | 팀 리퀴드          | 조용인 (TL CoreJJ)           | Support     | 팀 리퀴드          | 니콜라이 옌센 (TL Jensen)    | Mid       |
| 2020                                           | 클라우드 9         | 필립 라플레임 (C9 Vulcan)    | Jungle      | 팀 솔로미드        | 쇠렌 비에르그 (TSM Bjergsen) | Mid       |
| 2021 시즌 (락 인, 스프링, MSS, 서머, 챔피언십) |                    |                              |             |                    |                              |           |
| 2022                                           | 이블 지니어스      | 카일 사카마키 (EG Danny)     |             |                    |                              |           |

### 2021 시즌
| 시즌 | 스프링 시즌 | 스프링 시즌             | 스프링 시즌 | 미드 시즌 쇼다운 | 서머 시즌   | 서머 시즌          | 서머 시즌 | 챔피언십   |
| 시즌 | 1위 팀      | MVP                     | 포지션      | 우승 팀          | 1위 팀      | MVP                | 포지션    | 우승 팀    |
| ---- | ----------- | ----------------------- | ----------- | ---------------- | ----------- | ------------------ | --------- | ---------- |
| 2021 | 클라우드 9  | 로버트 후앙 (C9 Blaber) | Jungle      | 클라우드 9       | 팀 솔로미드 | 루밍이 (TSM Spica) | Jungle    | 100 씨브즈 |